# 布里明根
布里明根是德国莱茵兰-普法尔茨州的一个市镇。总面积3.79平方公里，总人口75人，其中男性36人，女性39人（2011年12月31日），人口密度20人/平方公里。